# Red Lion (Pennsylvanie)
Red Lion est un borough situé au centre du comté de York, en Pennsylvanie, aux États-Unis,. En 2010, il comptait une population de 6 373 habitants, estimée au 1er juillet 2020 à 6 469 habitants. Le borough est fondé en 1852 et incorporé le 16 janvier 1880.

## Démographie
Lors du recensement de 2010, le borough comptait une population de 6 373 habitants. Elle est estimée, en 2020, à 6 469 habitants.